# TTJ・たちばな出版
株式会社TTJ・たちばな出版（ティーティージェイたちばなしゅっぱん）は、日本の出版社。代表取締役は半田晴久（深見東州）。

## 概要
半田晴久（深見東州）の率いる中小企業の一つ。占いの企画や仏具の販売を行う株式会社コスモメイトの出版部門として1987年に創業した。橘出版、後にたちばな出版と表記し、2022年5月16日付でTTJ・たちばな出版に社名変更した。1992年までに売り上げ12億円、所得1億2千万円をあげていた。創業時の社長は村田久聴。ブランドメッセージは「座って読んでも TTJ・たちばな出版」。
書籍・文庫の他、CD・DVDの制作販売も手がけている。主に、「スーパー開運シリーズ」やビジネス本などの深見東州の著作、ワールドメイト理事だった村田久聴の『神霊を動かす』、深見の直弟子西谷泰人の『手相による運命操縦法』、深見に近しい萩原富三男の『アッというまに悪霊がとれる』などのワールドメイト関連の占い・スピリチュアル本、英会話、健康、古典芸能等の書籍を取り扱っている。
1996年より、自社の書籍の購入者に対して、食品メーカーやキャラクター等とタイアップしたオリジナルのノベルティをプレゼントするキャンペーンを定期的に開催している。

## 主な発行物
叢書
- スーパー開運シリーズ[6]
- たちばな新書 2014年9月創刊[10]
- タチバナ教養文庫
- タチバナ文芸文庫
- 日本古典芸能シリーズ
- 英語シリーズ
- 未来ブックシリーズ

雑誌
- 『能楽ジャーナル』2001年9月 - 2012年3月（全70号で終刊）
- 季刊『伝統と革新』2010年3月創刊　主宰は四宮正貴
- 超本格腕時計雑誌『WATCH GLOBAL』[11] 2020年12月(0号) -  (ムック扱い、発売:芸文社)

写真集
- 「トヨタ・2000GT」写真集
- 異人の目・日本の顔

CD
- 「ジダンダ!/福岡帰行」、「ジダンダ!」（ 小林旭歌）
- 魅惑のオペラ歌手シリーズ

DVD
- 深見東州演能シリーズ
- 明るすぎる劇団・東州定期公演シリーズ
- 深見東州 単独 進撃の阪神 ロック・コンサート!! 大阪公演